# Туркестанский кружок любителей археологии
Туркестанский кружок любителей археологии (ТКЛА) — научно-краеведческая общественная организация в Российской империи, занимавшаяся изучением исторических памятников Центральной Азии.
Кружок был политической и идеологизированной организацией, ставившей своей целью оппозицию популярной разновидности пантюркизма — туранизму. В рамках этой оппозиции он развивал и активно пропагандировал учение о Туркестане как о прародине «арийцев», собирая и сохраняя «арийские» памятники культуры и артефакты, предшествовавшие мусульманским, которые активно игнорировал.

## История
Кружок был создан в 1895 году в Ташкенте усилиями востоковеда Василия Владимировича Бартольда и директора Ташкентской мужской гимназии Николая Петровича Остроумова.
В кружок мог вступить любой желающий, интересующийся историей Туркестанского края. К началу 1896 года в кружке уже было 47 членов, к концу года их число возросло до более чем 100 человек. Среди членов кружка А. Крокошева выделяет Николая Николаевича Пантусова, Василия Андреевича Каллаура, Абубекар Ахмеджановича Диваева, Ивана Васильевича Аничкова, Ивана Ивановича Гейера, Василия Федоровича Ошанина, Владимира Андреевиса Мустафина, Султана Асфендиярова, Муллу-Алим Абулкасымова.

## Публикации
В течение 20 лет кружок занимался изучением, описанием и сохранением памятников материальной культуры Центральной Азии, описанием, а также проводил археологические раскопки. Кружком были опубликованы сотни статей, брошюр, инструкций.
Результаты заседаний публиковались в виде «Протоколов заседаний и сообщений членов Туркестанского кружка любителей археологии» (ПТКЛА), вначале — с 1896 года на страницах журнала «Средне-Азиатский вестник», а с 1898 года отдельными сборниками. Протоколы были частично переизданы в 2011 году Научно-исследовательским центром археологии Международного казахско-турецкого университета имени Х. А. Яссави («Протоколы заседаний и сообщений членов Туркестанского кружка любителей археологии. Историко-культурные памятники Казахстана»).
Издание протоколов прекратилось в 1917 году.